# Tachyancistrocerus
Tachyancistrocerus is een geslacht van vliesvleugelige insecten van de familie plooivleugelwespen (Vespidae).

## Soorten
- T. cyprius (Pittioni, 1950)
- T. rhodensis (Saussure, 1855)